# 皮斯摩海滩 (加利福尼亚州)
皮斯摩海滩（英語：Pismo Beach），是美国加利福尼亚州圣路易斯-奥比斯波县下属的一座城市。建市于1946年4月25日，面积大约为3.6平方英里（9.3平方公里）。根据2010年美国人口普查，该市有人口7,655人。